# Ácido tetrahidrocannabinólico
Ácido tetrahidrocannabinólico (ATHC, Δ9-ATHC, 2-COOH-THC), es un precursor biosintético del tetrahidrocannabinol (THC), el componente activo de cannabis. Cuando se purifica, se forma un polvo que es inestable en presencia de ácidos, calor, oxígeno y/o luz.
ATHC se encuentra en cannabis que esté fresco y no seco, pero el proceso de secado produce algo de descarboxilación, que convierte el ACTH en THC. La descarboxilación es mucho más intensa cuando se fuma cannabis o se cocina en comidas de cannabis, donde también se convierte en el más psicoactivo 11-Hydroxy-THC.

## Utilización
El THCA rara vez se utiliza directamente, pero su presencia suele analizarse cuando se comprueba la presencia de THC en productos a base de cannabis o cáñamo; algunos países exigen que se mida mediante dichas pruebas.
El THCa en forma aislada se puede adquirir en algunos dispensarios de cannabis medicinal y recreativo en forma de polvo cristalino blanco. Puede fumarse o vaporizarse con dispositivos comunes para fumar, como un bong o un dab rig (dispositivo utilizado para vaporizar aceite de hachís). Estos métodos convierten el THCA en THC y, por tanto, se utilizan por sus efectos psicoactivos. El THCA también se encapsula a veces y se toma como suplemento para diversas enfermedades, aunque actualmente no hay aplicaciones médicas establecidas.

## Efectos farmacológicos
La conversión in vivo del THCA en THC parece ser muy limitada, lo que le confiere una eficacia mínima como profármaco del THC. Es heterogéneo en ensayos de unión a receptores;hay artículos que demuestran que es un inhibidor de PC-PLC, COX-1, COX-2, TRPM8, TRPV1, FAAH, NAAA, MGL y DGLa, así como un inhibidor del transporte de anandamida, y un agonista de TRPA1 y TRPV2. Muchos reactivos de THCA utilizados en experimentos bioquímicos están contaminados con THC debido a la inestabilidad del THCA.
Actividad antiinflamatoria de extractos de C. sativa se estudió en tres líneas celulares epiteliales y en tejido de colon de la enfermedad inflamatoria intestinal (EII), donde las flores de C. sativa , se descubrió que la actividad antiinflamatoria de los extractos de cannabis se debía al THCA presente en la fracción 7 (F7) del extracto. 
El THCA se une a PPARγ y lo activa con mayor eficacia que sus productos descarboxilados.